# Once - 30 de Diciembre
Once - 30 de Diciembre è una stazione della linea H della metropolitana di Buenos Aires.
Si trova sotto all'intersezione delle avenida Rivadavia e Pueyrredón, in corrispondenza di Plaza Miserere, nel barrio Balvanera.
È un'importante stazione di scambio e permette l'accesso alla stazione Plaza Miserere della linea A e alla stazione di Once.

## Storia
La stazione fu inaugurata in due differenti occasioni: il 31 maggio 2007, quando fu formalmente completata, e il 18 ottobre successivo, quando fu aperta al traffico come parte del segmento Caseros-Once della linea H.
Il 19 marzo 2015 la legislatura della città di Buenos Aires ha approvato all'unanimità il cambio di intitolazione da "Once" a quello attuale in omaggio alle vittime dell'incendio della discoteca República Cromañón. Il 30 marzo successivo la stazione è stata ufficialmente reinaugurata con una cerimonia.

## Interscambi
Nelle vicinanze della stazione effettuano fermata diverse linee di autobus urbani ed interurbani.
- Stazione ferroviaria (Stazione di Once)
- Fermata metropolitana (Plaza Miserere, linea A)
- Fermata autobus

## Servizi
La stazione dispone di:
- Biglietteria a sportello
- Biglietteria automatica